# بلائنرهیدول
بلائنرهیدول (به انگلیسی: Blaenrheidol) یک منطقهٔ مسکونی در بریتانیا است که در کردیگیون واقع شده‌است. بلائنرهیدول ۴۹۵ نفر جمعیت دارد.